# HD 85390 b
HD 85390 b (также известна как HIP 48235 b) вращается вокруг звезды HD 85390, относящаяся к G-классу, и находится на расстоянии 111 св. л. в созвездии Паруса. Масса планеты оценивается в одну седьмую массы Юпитера. Предполагается существование спутника массой в 42 Земли.
Обнаружена с помощью спектрографа HARPS в обсерватории Ла-Силья 19 октября 2009 года вместе с 29 другими экзопланетами.